# Jesse Levine
Jesse Levine (Ottawa, 15 de Outubro de 1987) é um tenista profissional estadunidense, nascido no Canadá, ja figurou como número 94° do ranking da ATP.

## Ranking
- Atual Ranking de Simples:345°
- Melhor Ranking de Simples: 94° (3/11/2008)
- Atual Ranking de Duplas:281°
- Melhor Ranking de Duplas: 153° (12/10/2009)

## Evolução do ranking de simples
Posição na última semana de cada ano :
- 2005: n° 1265 do mundo
- 2006: n° 491 do mundo
- 2007: n° 192 do mundo
- 2008: n° 129 do mundo
- 2009: n° 115 do mundo
- 2010: n° 287 do mundo

## Conquistas

### Simples(3)
| Legenda         |
| Challengers (3) |

| No. | Data                   | Torneio                   | Superfície | Adversário      | Resultado        |
| 1.  | 5 de Novembro de 2007  | Nashville, Estados Unidos | Dura       | Alex Kuznetsov  | 3-6, 6-2, 7-6(5) |
| 2.  | 12 de Novembro de 2007 | Champaign, Estados Unidos | Dura       | Donald Young    | 7-6(4), 7-6(4)   |
| 3.  | 12 de Maio de 2008     | Bradenton, Estados Unidos | Saibro     | Robert Kendrick | 6-3, 5-7, 7-6(3) |

### Vice(3)
| Legenda         |
| Challengers (3) |

| No. | Data                 | Torneio                    | Superfície | Adversário       | Resultado   |
| 1.  | 25 de Maio de 2009   | Alexandria, Itália         | Saibro     | Blaz Kavcic      | 7-5, 6-3    |
| 2.  | 5 de Outubro de 2009 | Sacramento, Estados Unidos | Dura       | Santiago Giraldo | 7-6(4), 6-1 |
| 3.  | 19 de Julho de 2010  | Lexington, Estados Unidos  | Dura       | Carsten Ball     | 6-4, 7-6(2) |